# Онгой (Осинский район)
Онгой (бур. Онгой - имя бурятского рода) — деревня в Осинском районе Иркутской области (Усть-Ордынский Бурятский округ). Входит в муниципальное образование «Каха-Онгойское».

## География
Расположен в 23 км к северо-востоку от районного центра, села Оса, на высоте 474 метра над уровнем моря.

### Внутреннее деление
Состоит из 4-х улиц:
- Лесная
- Махутова
- Набережная
- Нагорная

## Топонимика
Название Онгой, вероятно, произошло от имени родоначальника булагатского рода онгой. В Иркутской области это довольно распространённый топоним.

## Население
| 2002 | 2010 | 2011 | 2012 | 2019 |
| ---- | ---- | ---- | ---- | ---- |
| 379  | ↗388 | ↘387 | ↗388 | ↗413 |